# بحيرة ساكلفاتنيت
بحيرة ساكلفاتنيت هي بحيرة تقع في بلدية نروي في نور تروندلاغ وبلدية بيندال في نورلان في النرويج
"Salsvatnet" هي بحيرة في بلديات Fosnes و Nærøy في مقاطعة Trøndelag ، النرويج. هي ثاني أعمق بحيرة في النرويج وأوروبا ، بعد Hornindalsvatnet. عمقها يتراوح بين 464 مترًا  و 482 مترًا عند أعمق نقطة. البحيرة قريبة جدًا من المحيط ، على ارتفاع حوالي 9 أمتار فوق مستوى سطح البحر وتصل إلى عمق 455 مترًا تحت مستوى سطح البحر. إنها بحيرة كبيرة جدًا تبلغ مساحتها 44.77 كيلومترًا مربعًا ، وحجمها 6.87 كيلومترًا مكعبًا ، وشاطئ يبلغ طوله 105.61 كيلومترًا.
Salsvatnet هي بحيرة مرمية ، مما يعني أن المياه مقسمة إلى طبقات بشكل دائم ، وغالبًا ما يكون بدون أكسجين في الأعماق السفلية بسبب تدرج الكثافة ونقص معدل الدوران. غالبًا ما تحتفظ بحيرة ميروميكتيك بسجلات الماضي الجيولوجي. الطبقة السفلية من البحيرة شديدة الملوحة ونتيجة لذلك فهي أكثر كثافة من المستويات الأعلى للمياه. البحيرات الأخرى في النرويج مع مياه البحر القديمة في الأعماق السفلية تشمل Kilevann,Tronstadvann, Botnvatnet, Rørhopvatnet وRørholtfjorden.